# Stanisław Ziemski

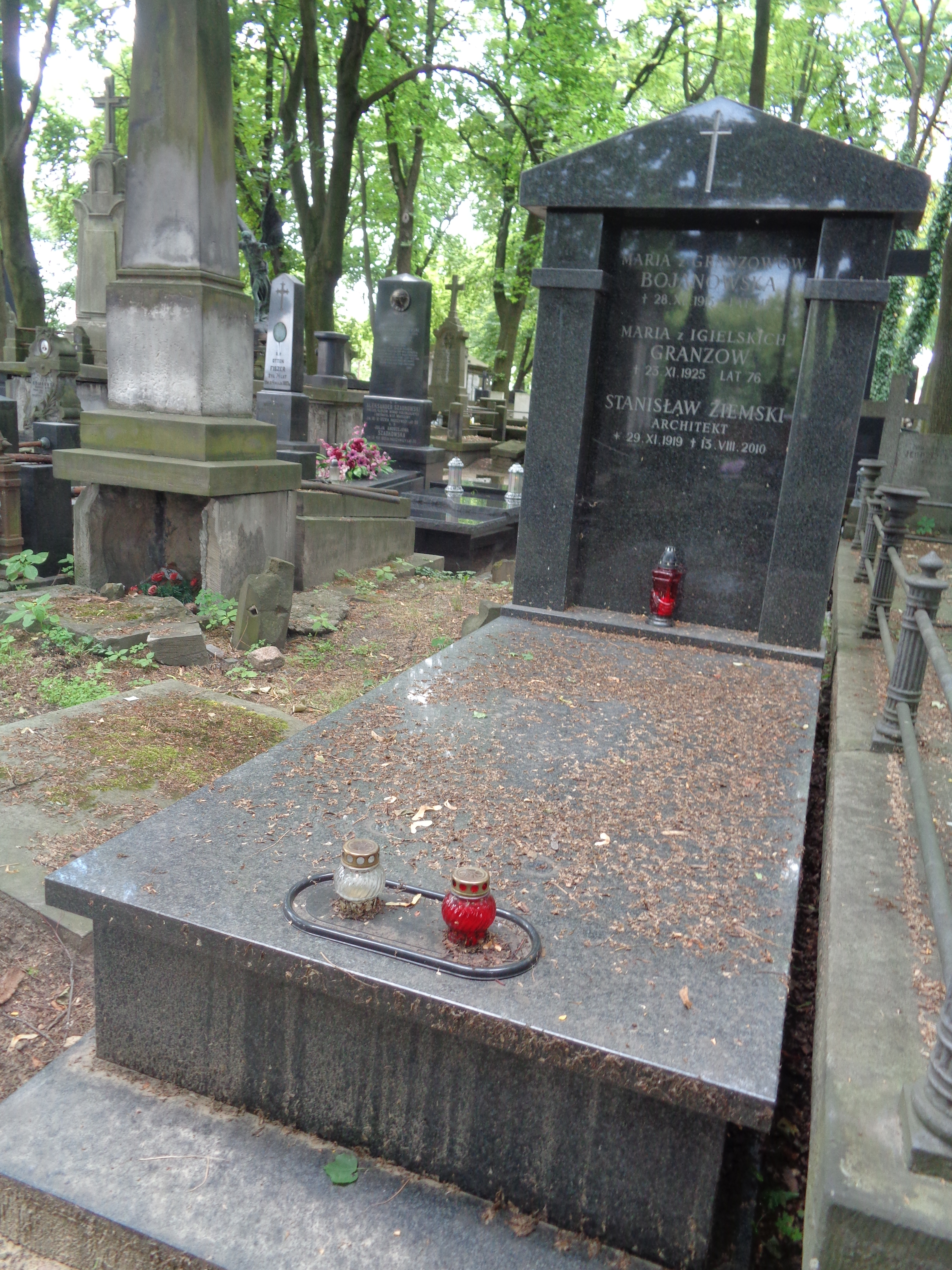
Grób Stanisława Ziemskiego na cmentarzu Powązkowskim

Stanisław Ziemski (ur. 29 listopada 1919, zm. 13 sierpnia 2010 w Warszawie) – polski architekt, artysta malarz.

## Życiorys
Studiował w krakowskiej Akademii Sztuk Pięknych oraz na Wydziale Architektury Politechniki Krakowskiej. Życie zawodowe związał z warszawskim oddziałem Pracowni Konserwacji Zabytków oraz z Biurem Studiów i Projektów Łączności. Był członkiem Stowarzyszenia Architektów Polskich. Poza pracą architekta zajmował się malarstwem sztalugowym, od 1984 należał do Koła Miłośników Sztuki, które przekształciło się w Koło Plener przy Oddziale Wojewódzkim SARP. Jego prace brały udział w wielu wystawach krajowych i zagranicznych, Był laureatem m.in. nagrody artystycznej miasta Ciechanowa (1986). 
Zmarł w wieku 91 lat i spoczywa na cmentarzu Powązkowskim w Warszawie (kwatera 161-3-14).